# Arzbach (Röhrmoos)
Arzbach ist ein Ortsteil der Gemeinde Röhrmoos im oberbayerischen Landkreis Dachau.

## Lage
Das Kirchdorf liegt südwestlich des Kernortes Röhrmoos. Westlich verlaufen die Kreisstraße DAH 10 und die Staatsstraße 2050.

## Gemeindezugehörigkeit
Arzbach war bereits vor der Gebietsreform in Bayern ein Ortsteil von Röhrmoos.

## Sehenswürdigkeiten

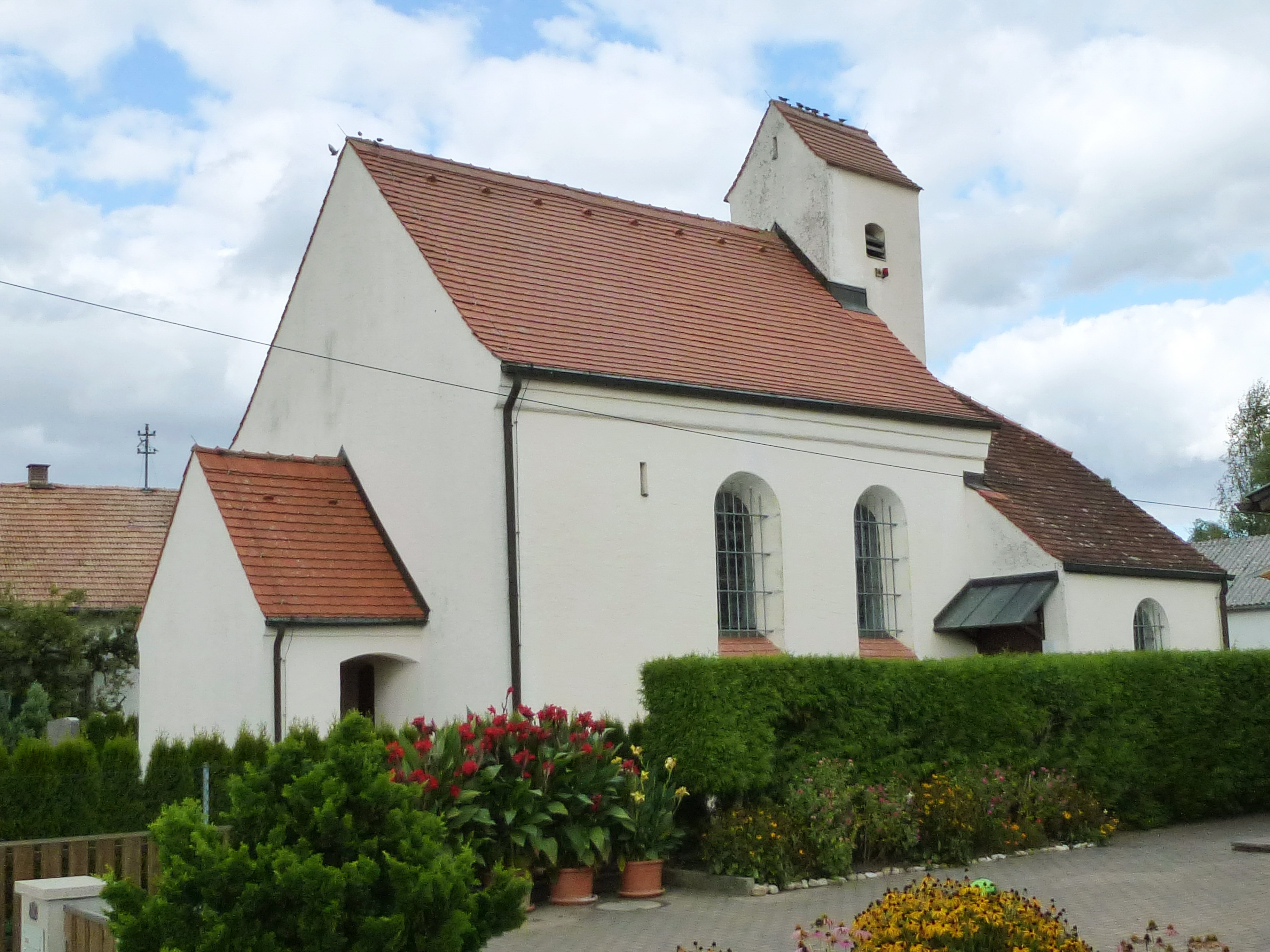
St. Johannes und Paulus

In der Liste der Baudenkmäler in Röhrmoos ist für Arzbach ein Baudenkmal aufgeführt:
- Die katholische Filialkirche St. Johannes und Paulus ist eine spätromanische Chorturmanlage aus dem 13. Jahrhundert.